# Patrick McHale

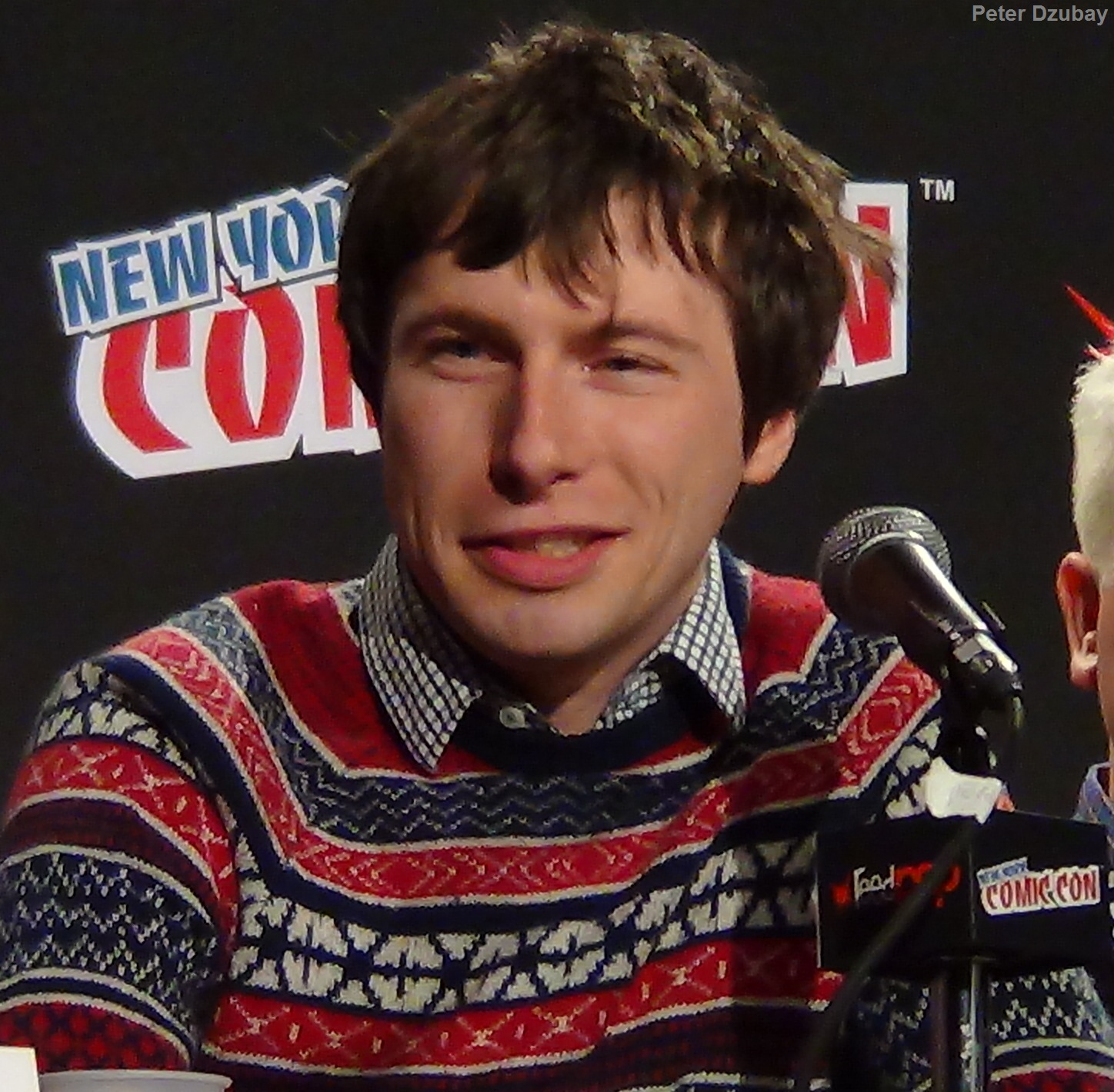
Patrick McHale (2014) in New York

Patrick Nolen McHale (* 17. November 1983) ist ein amerikanischer Storyboard-Künstler, Autor, Animator, Songwriter und unabhängiger Filmemacher, der vor allem als Autor und Creative Director der Zeichentrickserie Adventure Time, an der er während der ersten fünf Staffeln mitwirkte,  und als Schöpfer seiner eigenen, mit dem Emmy Award ausgezeichneten Miniserie Hinter der Gartenmauer bekannt ist.

## Karriere
McHale schloss sein Studium am California Institute of the Arts im Jahr 2006 mit einem BFA in „Character Animation“ ab. Er begann seine berufliche Laufbahn bei Cartoon Network Studios im Jahr 2007, als Autor und Storyboard-Künstler bei Thurop Van Ormans. Er half Van Orman bei der Erstellung von insgesamt zehn Episoden.
Im Oktober 2011 begann er mit der Arbeit an dem achtminütigen animierten Kurzfilm Tome of the Unknown, der im Rahmen des Kurzfilm-Entwicklungsprogramms von Cartoon Network produziert wurde. Im Gegensatz zu den anderen Pilotfilmen, die online auf Cartoon Network Video veröffentlicht wurden, wurde der Film ausgewählt, um auf den Festivals im Jahr 2013 und Anfang 2014 gezeigt zu werden.
Im Jahr 2016 erhielt McHale einen Eisner Award für die beste Publikation für Kinder als Schöpfer und Autor des Comics Over the Garden Wall, in dem die Figuren aus der Fernsehserie vorkommen.

## Werke
| Jahr                | Titel                                   | Rolle                                                                                     |
| ------------------- | --------------------------------------- | ----------------------------------------------------------------------------------------- |
| 2007–2008           | The Marvelous Misadventures of Flapjack | Drehbuchautor und Storyboardzeichner                                                      |
| 2010–2013 2016–2017 | Adventure Time                          | Creative Director (Staffeln 1–2), Story, Autor und Storyboard-Artist („The Enchiridion!“) |
| 2014                | Hinter der Gartenmauer                  | Schöpfer, ausführender Produzent, Story, Autor, Storyboard-Artist und Songwriter          |
| 2015–2016           | Willkommen in Gravity Falls             | Sprechrolle als Hectorgon; 3 Episoden                                                     |
| 2022                | Guillermo del Toros Pinocchio           | Ko-Drehbuchautor                                                                          |